# Gustave Royers
Gustave André Royers (Ronse, 20 april 1848 - Antwerpen, 30 maart 1923) was een Belgisch ingenieur en politicus voor de Liberale Partij.

## Levensloop
Royers was een zoon van Jean-Baptiste Royers (1820) en van Julie Portois (1822-1853). Hij trouwde te Oostende in 1874 met Rosalie Demuenynck (1848). Hij promoveerde tot ingenieur (1870) aan de Rijksuniversiteit Gent. Hij werd ingenieur van bruggen en wegen:
- van 1870 tot 1875 aan de kust, waar diverse grote werken aan gang waren,
- in 1875 werd hij de eerste Antwerpse stadsingenieur, benoemd als hoofdingenieur van de gemeentewerken van de stad Antwerpen, waar hij ook leraar werd aan de Koninklijke Academie voor Schone Kunsten.

Hij was betrokken bij alle grote stedenbouwkundige werken en stond aan het hoofd van zeven stadsdiensten: havenwerken, mechanische uitrusting en exploitatie, wegennet en stadsuitbreiding, gemeentelijke beplantingen, gemeentegebouwen, gemeente-eigendommen en gezondheidsdienst.
Antwerpen kende aanzienlijke veranderingen: trekken van nieuwe straten, gezondmakingswerken, watervoorziening, rioleringen, bouwen van de Scheldekaaien, het kwam allemaal onder Royers' verantwoordelijkheid tot stand. In het bijzonder hield hij zich bezig met de uitbreiding van de Antwerpse haven, wat zich toespitste op het vergroten van het Willems-, Bonaparte-, Kattendijk- en Asiadok. Het Kempen-, Lefebvre- en Amerikadok werden eveneens onder zijn leiding aangelegd, de nieuwe zeesluis werd naar hem genoemd (Royerssluis) en de petroleumhaven verplaatste hij naar het zuiden van de haven.
Hij bouwde ook, volgens eigen plannen, diverse scholen, het Zeemanshuis, de schietstand Den Tir op het Kiel en het stedelijke zwembad. Hij zorgde ook voor het behoud van het Steen dat door havenwerken bedreigd werd.
Van 1889 tot 1892 en van 1896 tot 1904 was hij provincieraadslid. In 1910 werd hij verkozen tot Volksvertegenwoordiger voor het arrondissement Antwerpen en vervulde dit mandaat tot in 1921. Dat jaar werd hij verkozen tot Senator voor hetzelfde arrondissement en bleef dit tot aan zijn dood. Tevens was hij van 1911 tot 1921 gemeenteraadslid van Antwerpen.
Royers was actief in het Antwerpse verenigingsleven:
- lid van de Jagers-verkenners van de Burgerwacht,
- lid van de bestuurscommissie van de nijverheidsschool,
- lid van het provinciaal comité voor volksgezondheid,
- vrijmetselaar in de loge Les Elèves de Thémis en van hieruit ook grootmeester van het het Grootoosten van België tussen 1898 en 1901.
- actief lid van de Liberale Associatie.

## Publicaties
- Le port d'Anvers. Ses agrandissements successifs et son importance, Antwerpen, 1879.
- Description du pont roulant sur l'écluse intermédiaire du Kattendijk à Anvers, Brussel, 1901.